# Sūtra d'Amitābha
 (juin 2022).

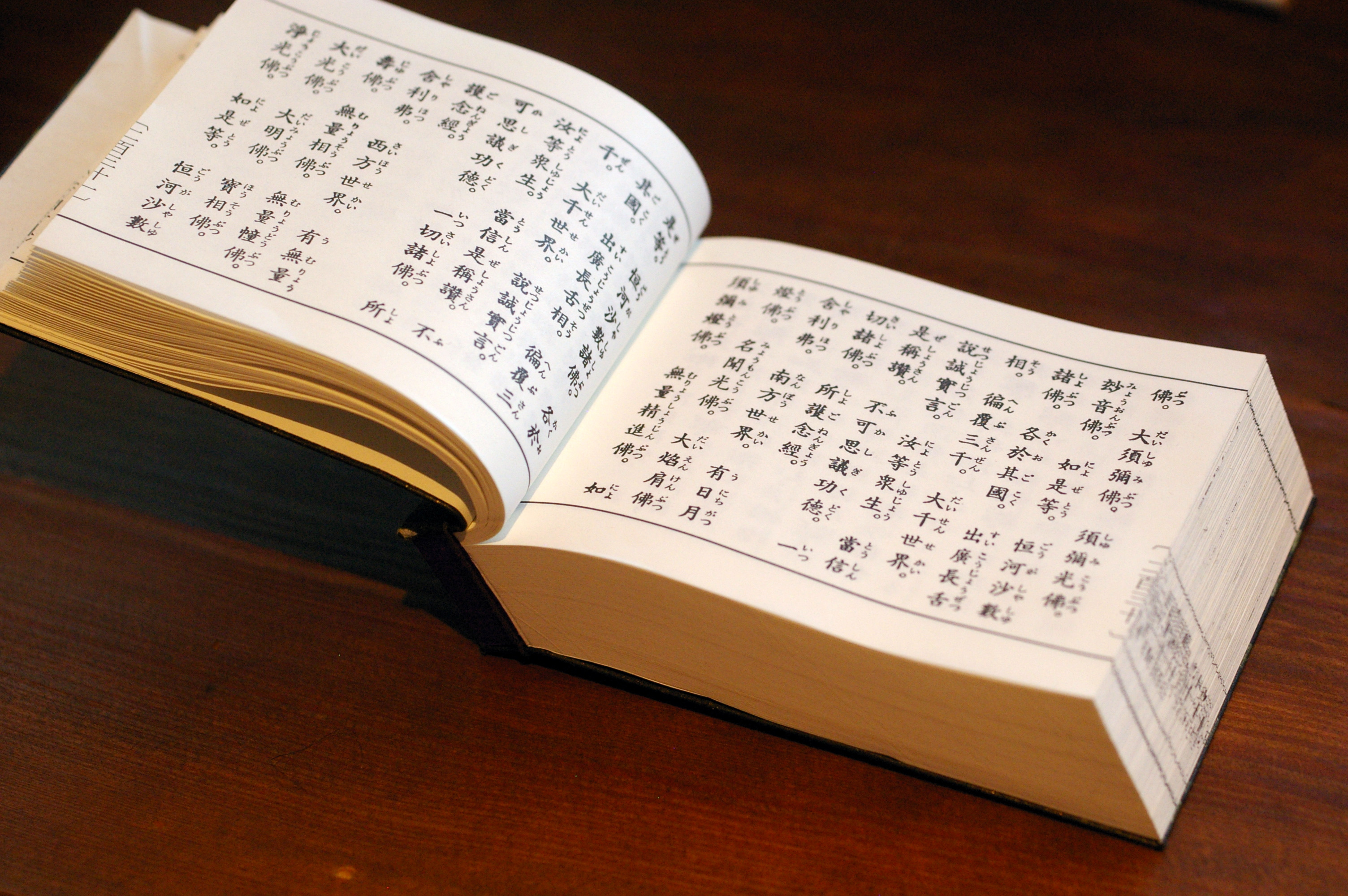
Recueil de sūtra bouddhistes ouvert sur la version chinoise du petit Sūtra de Sukhāvatī, annotée de transcriptions phonétiques en japonais.

Le sūtra d'Amitābha (ou sūtra d'Amida) (ch. trad. : 阿彌陀經 ; ch. simp. : 阿弥陀经 ; py : Āmítuó Jīng ; jap. : 阿弥陀経 ; viet. : A di đà kinh ; romaji : amida kyō ; tibétain : dewachen gyi köpé do, བདེ་བ་ཅན་གྱི་བཀོད་པའི་མདོ་ Wylie. bde ba can gyi bkod pa'i mdo ) est le nom familier du petit Sūtra de Sukhāvatī ou petit Sukhāvatīvyūhasūtra, « petit » se disant par opposition au Grand sûtra de Sukhvâti. Il est parfois aussi appelé simplement Petit Sūtra.
Ce texte bouddhique mahāyāna est un des principaux sûtras récités dans les écoles du bouddhisme de la Terre pure, où il est tenu en haute estime.

## Histoire et traductions
On sait peu de choses sur le sūtra d’Amitābha. Il a été traduit du sanskrit en chinois par le maître Tripiṭaka Kumārajīva en 402, mais pourrait être apparu en Inde dès l’an 100 de notre ère, rédigé dans un prâkrit. 
Deux autres traductions chinoises ont été réalisées : celle de Gunabhadra (Ve siècle), aujourd'hui perdue, et celle de Xuanzang, en 650, moins répandue que celle de Kumārajīva. Enfin, il en existe aussi une version tibétaine,.

## Contenu
Le sūtra d’Amitābha, beaucoup plus court que les autres sūtras de la Terre pure, est en fait un discours que Gautama Bouddha adresse à son disciple Śāriputra, dans le parc de Jetavana à Śrāvastī. L’exposé porte sur les merveilleux ornements qui attendent les justes dans la Terre pure de l’ouest, Sukhāvatī (ch. trad. : 西方極樂國 ; ch. simp. : 西方极乐国 ; py : xīfāng jílè guó ; litt. « Occident du Pays de la félicité »), ainsi que sur les êtres qui y résident, dont le bouddha Amitābha. Le texte décrit également ce que l’on doit faire pour y renaître.

## Dans les traditions bouddhistes
Dans les bouddhismes Chán et de la Terre pure, le sūtra est souvent psalmodié, et cette récitation (comme celle des autres sûtras d'ailleurs) est bien plus qu'une simple psalmodie, comme l'ont soulignés les maîtres de différentes traditions, par exemple Genshin. Sa récitation est pratiquée dans les  écoles Jōdoshū et Jōdo Shinshū.
Dans ces écoles, on le récite souvent aussi lors de liturgies particulières comme les dédicaces de nouveaux bâtiments cultuels. Cependant, le sûtra est particulièrement apprécié dans les liturgies funéraires, en particulier devant les autels domestiques, ce qui n'étonne pas vu son contenu (la renaissance dans la Terre pure). Il est aussi connu sous le nom de « sûtra de l'oreiller » car on le lit fréquemment tout de suite après le décès, au chevet même du défunt.
Un modèle commun pour la récitation du sūtra d’Amitābha (dans la tradition chinoise) peut inclure tout ou partie de ce qui suit :
- éloge de l’offrande d’encens (ch. trad. : 盧香讚 ; ch. simp. : 卢香赞 ; py : lú xiāng zàn)
- louange à l’étang aux lotus (ch. trad. : 蓮池讚 ; ch. simp. : 莲池赞 ; py : liánchí zàn)
- le sūtra  d’Amitābha (ch. trad. : 阿彌陀經 ; ch. simp. : 阿弥陀经 ; py : āmítuó jīng)
- dhāraṇī de la renaissance en Terre pure (py : wǎngshēng zhòu)
- gāthā d’Amitābha (ch. trad. : 彌陀偈 ; ch. simp. : 弥陀偈)
- récitation du nom du bouddha Amitābha (py : fóhào)
- transfert de mérites (ch. trad. : 迴向 ; ch. simp. : 回向 ; py : huíxiàng)

## Mantras
Dans le Taishō Tripiṭaka, le sūtra d’Amitābha est suivi de la dhāraṇī de la renaissance en Terre pure : « amṛtabhave amṛtasaṃbhave / amṛtavikrānte amṛtavikrāntagāmini / gagana kīrtīchare svāhā ». Pour rappel, une dharani est une formule magique, constituée de syllabes dénuées de sens.

### Traductions françaises
: document utilisé comme source pour la rédaction de cet article.
- Trois soûtras et un Traité sur la Terre pure. Aux sources du bouddhisme mahâyâna  (trad. et introduction par Jean Eracle (p. 9-48)), Paris, Seuil, coll. « Points Sagesses », 2008 (1re éd. 1984), 224 p. (ISBN 978-2-757-80765-1).
- Jérôme Ducor (introductions, traduction commentée et annexes), Le Sûtra d'Amida prêché par le Buddha, Berne, Berlin, New York, Peter Lang, coll. « Études asiatiques suisses - Monographies » (no 29), 1998, 216 p. (ISBN 978-3-906-75950-0).